# Pątlik

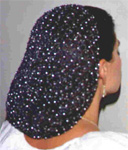
Pątlik

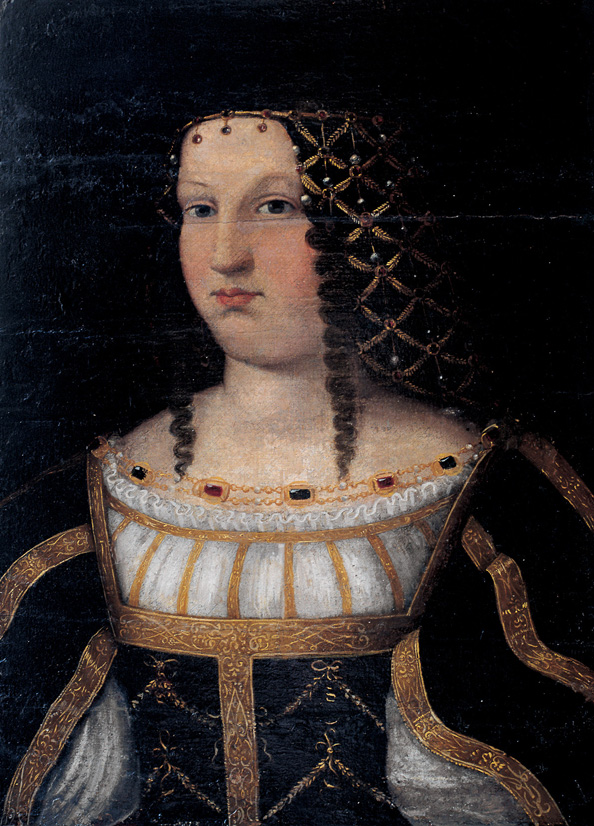
Lukrecja Boriga w pątliku, obraz autorstwa Bartolomeo Veneto

Pątlik (łac. crinale) - siatka podtrzymująca długie włosy mężczyzn, noszona w Polsce od średniowiecza do XVI wieku.
Pątlik, traktowany również jako ozdobne nakrycie głowy, wykonywany był z jedwabiu, złotego sznurka i zdobiony np. perłami lub bursztynowymi paciorkami na węzłach.